# Прапор РРФСР
Державний прапор РРФСР — один із державних символів РРФСР. Згідно з Положенням про Державний прапор РРФСР, він був «символом державного суверенітету РРФСР, добровільного об'єднання РРФСР з іншими рівноправними республіками в Союз Радянських Соціалістичних Республік, непорушного союзу робітників, селян та інтелігенції, дружби та братерства трудящих усіх націй та народностей республіки, що будують комуністичне суспільство».

## Галерея

Прапор РРФСР 1918 (один з варіантів — з написом у три рядки)
Малюнок з Конституції РРФСР прапора РРФСР 1918 з хрестоподібної написом Р.С.Ф.С.Р. (з крапками)
Прапор РРФСР. Зразок 1918. (1918-1937)
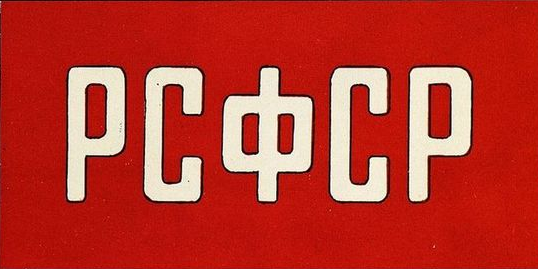
Прапор торгового флоту РРФСР (1920-1923/1924)
Прапор РРФСР (1937-1954)
Прапор РРФСР (1954-1991)
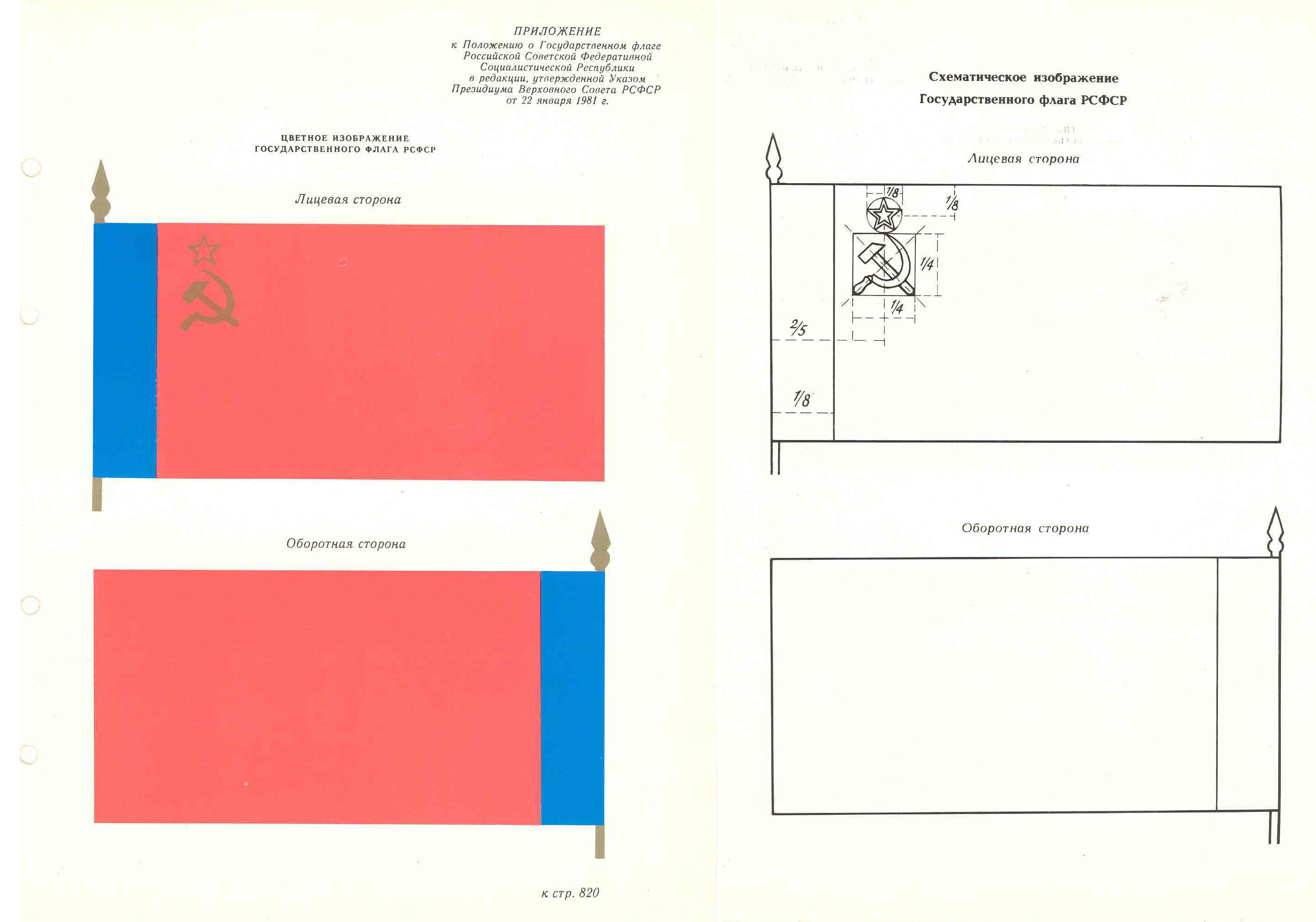
Додаток до положення про прапор РРФСР 1981
Національний прапор РРФСР з 22 серпня 1991 та «до встановлення спеціальним законом нової державної символіки Російської Федерації». Державний прапор РРФСР з 1 листопада 1991, після перейменування РРФСР в Російську Федерацію залишався її Державним прапором до 11 грудня 1993